# Jan Maarten Boll
Jan Maarten Boll ('s-Hertogenbosch, 24 mei 1942 – Amsterdam, 24 november 2020) was een Nederlands advocaat en lid van de Raad van State. Daarnaast was hij bestuurder bij verscheidene culturele instellingen, waaronder voorzitter van de Vereniging Rembrandt.

## Loopbaan
Boll werd, na zijn studie Nederlands Recht in Leiden, advocaat, eerst in Den Haag (tot 1979), later in Amsterdam. Op 1 januari 1993 werd hij benoemd tot lid van de Raad van State, in 2010 bekleedde hij het ambt staatsraad. Deze laatste functie bekleedde hij tot 2012, waarna hij als 70-jarige met leeftijdsontslag ging.
Daarnaast was Boll bestuurder bij diverse stichtingen, waarvan veel in de culturele sector, zoals Stichting Nationaal Fonds Kunstbezit en Koninklijk Concertgebouworkest. Ook is hij lid geweest van onder meer de Commissie voor Kerkordelijke aangelegenheden Nederlandse Hervormde Kerk en de Rijkscommissie voor de Musea. Sinds 1993 was hij een van de ruim 300 directeuren van de Koninklijke Hollandsche Maatschappij der Wetenschappen en in 2004 werd hij benoemd tot officier in de Orde van Oranje-Nassau. In 2009 kreeg hij bij zijn afscheid als voorzitter van de Vereniging Rembrandt de Museummedaille.

## Privéleven
Boll is de zoon van Jan Huibert Boll (1900-1975) en advocate mr. Emma Carolina Clara Lion (1904-1993). Hij was sinds 24 mei 1975 getrouwd met museumdirecteur Pauline Kruseman. Hij was lid van het CDA.
Mr. J.M. Boll overleed in 2020 na een kortstondig ziekbed op 78-jarige leeftijd.

## Varia
- Op 10 december 2006 hield Boll de negende Bernardus Hartogensis-lezing over de synagoge in Den  Bosch, getiteld, 'Een monumentale drie-eenheid van religieus erfgoed', onder die titel ook uitgegeven in samenwerking met boekhandel Selexyz en Adr. Heinen in 's-Hertogenbosch, ISBN 9086800548.